# Hútíové
Hútíové nebo Húsíové (arabsky الحوثيون‎ – al-Ḥūthiyyūn), oficiálně Ansar Alláh (boží pomocníci), je vojenská skupina zajdíjských ší'itů podporovaná Íránem, operující v západní části Jemenu a podnikající pirátské útoky v Rudém moři. V lednu 2015 se jim v Jemenu podařilo obsadit prezidentský palác v San'á a převzít moc v hlavním městě země.
Hútíové jsou označovaní jako teroristická organizace Saúdskou Arábií, Spojenými arabskými emiráty a Malajsií. V lednu 2021 označily Hútíe za teroristickou organizaci i Spojené státy americké, ale tento postoj byl zrušený o měsíc později poté, co se Joe Biden stal prezidentem. V lednu 2023 bylo hnutí na americký seznam teroristických organizací vráceno.
V březnu 2015 proti nim Saúdská Arábie zahájila vojenskou intervenci. Někteří američtí vojenští velitelé kritizovali saúdské tažení proti Hútíům, protože Hútíe považovali za efektivní sílu v boji proti al-Káidě na Arabském poloostrově a proti Islámskému státu.

## Zapojení do války mezi Izraelem a Hamásem
Po vypuknutí války mezi Izraelem a Hamásem v roce 2023 začali Hútíové odpalovat rakety na Izrael a útočit na lodě u jemenského pobřeží v Rudém moři, což označili za akt solidarity s Palestinci jehož cílem je podle nich usnadnit vstup humanitární pomoci do Pásma Gazy. Kanadská vláda zařadila skupinu 2. prosince 2024 na seznam teroristických organizací.
Dne 31. října 2023 odpálili Hútíové na Izrael balistické rakety Qadr, které byly sestřeleny izraelským systémem protiraketové obrany Arrow 2. Jde o první raketový útok na Izrael z Jemenu, nejdelší ostrý raketový útok v historii (skoro 1000 km) a o vůbec první bitvu ve vesmíru, jelikož raketa byla sestřelena nad hranicí zemské atmosféry.
Po oslabení Hamásu a Hizballáhu v průběhu let 2023 až 2025 se Hútíové postupně stali nejdůležitějšími spojencem Íránu v regionu Blízkého východu.

## Útoky na lodní dopravu v Rudém moři a Operace Prosperity Guardian
V reakci na sérii útoků Hútíů na mezinárodní dopravu v Rudém moři byla vyhlášena mezinárodní vojenská Operace Prosperity Guardian vedená koalicí států v čele se Spojenými státy americkými s cílem zajištění bezpečné plavby v Rudém moři, Adenském zálivu a průlivu Mandeb. V lednu 2024 podnikly Spojené státy americké a Spojené království sérii útoků z lodí, ponorek a letadel na území ovládané Hútíi, přičemž vojenskou akci podpořila Austrálie, Bahrajn, Dánsko, Jižní Korea, Kanada, Německo, Nizozemsko a Nový Zéland.
Podle amerického CENTCOM (centrální velitelství, zodpovědné za operace na Středním východě a okolí) zasáhli 18. února 2024 Hútíové britskou loď M/V Rubymar (32 211 dwt, IMO 9138898, MMSI 312168000), plující pod vlajkou Belize, která přepravovala asi 41 tisíc tun hnojiv. Plavidlo spustilo kotvu, ale driftovalo a postupně nabíralo vodu. Poškození lodi způsobilo ropnou skvrnu dlouhou téměř 30 kilometrů a donutilo posádku k opuštění plavidla. V případě vyplavení nákladu do moře hrozí v oblasti ekologická katastrofa. Dne 1. března 2024 se Rubymar potopil.

### Útoky na podmořské kabely
V únoru 2024 poškodili několik podmořských kabelů v Rudém moři. Narušení kabelů způsobilo výpadky internetové sítě v řadě zemí světa. O několik týdnů dříve zničením kabelů sami hrozili.